# Naohiro Ikeda
Naohiro Ikeda (em japonês:  池田 尚弘 中野; Saga, 17 de janeiro de 1940 – 3 de janeiro de 2021) foi um voleibolista japonês que competiu nos Jogos Olímpicos de 1964 e 1968.
Em 1964, ele fez parte da equipe japonesa que conquistou a medalha de bronze no torneio olímpico, no qual jogou em todas as nove partidas. Quatro anos depois, ele ganhou a medalha de prata com o time japonês na competição olímpica de 1968.
Morreu em 3 de janeiro de 2021, aos 80 anos, de linfoma.